# Gedenkstätte Bernburg

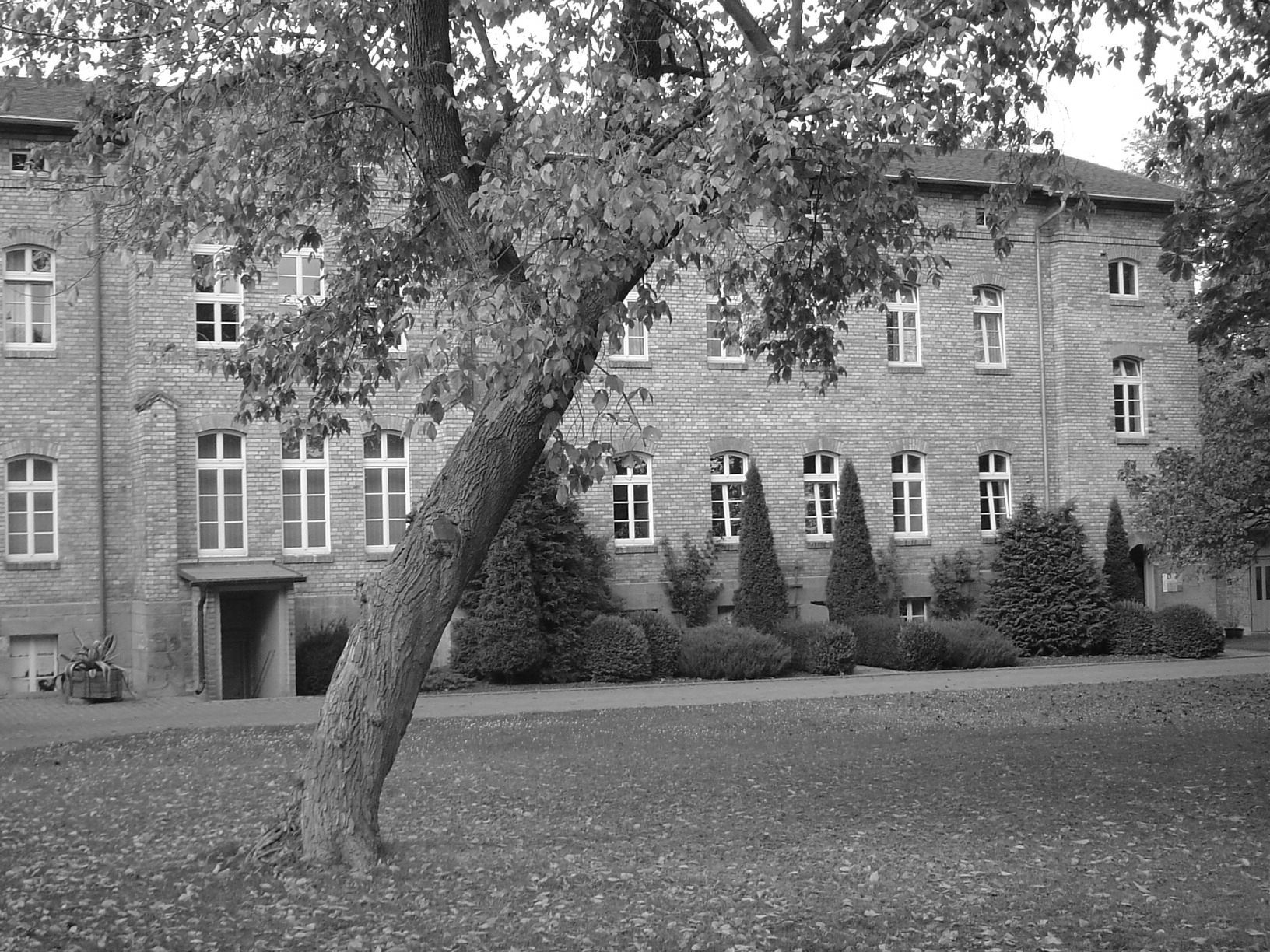
Tötungstrakt Bernburg (2006)

Die Gedenkstätte für die Opfer der NS-„Euthanasie“ Bernburg ist in der ehemaligen NS-Tötungsanstalt Bernburg untergebracht und erinnert an die mehr als 14.000 dort getöteten Menschen.

## Geschichte
In der ehemaligen Landes-Heil- und Pflegeanstalt wurde von der Vereinigung der Verfolgten des Naziregimes 1952 eine Urne in der ehemaligen Gaskammer aufgestellt, um an die Opfer zu erinnern. In den nachfolgenden Jahren gerieten sie jedoch weitgehend in Vergessenheit.
Erst 1982 wurde in Teilen der Kellerräume eine kleine Gedenkstätte eingerichtet, die aber nicht öffentlich zugänglich war und den Ansprüchen auf Dauer nicht genügte. Ab 1988 erfolgte die Neugestaltung der Gedenkstätte, die schließlich im September 1989 für die Öffentlichkeit freigegeben wurde.
1993 übernahm das Land Sachsen-Anhalt die Trägerschaft der Einrichtung. Im November 2006 wurde der Förderverein der Gedenkstätte für die Opfer der NS-„Euthanasie“ Bernburg e. V. gegründet. Seit dem 1. Januar 2007 ist die Gedenkstätte unter der Trägerschaft der Stiftung Gedenkstätten Sachsen-Anhalt.

## Angebote
Neben Führungen durch die Räumlichkeiten der ehemaligen NS-Tötungsanstalt umfasst das pädagogische Angebot weitere Themenschwerpunkte, die neben der Zeit des Nationalsozialismus besonders die Ausgrenzung von Randgruppen ab 1900 sowie das ihr zugrunde liegende Gedankengut beleuchten.
Daneben werden Lehrerfortbildungen, Zeitzeugengespräche sowie Führungen in der ehemaligen jüdischen Gemeinde des Ortes organisiert. In einem Lese- und Medienraum können weitere Informationen zum Thema und zur Arbeit anderer Einrichtungen eingeholt werden.